# Verbascum korovinii
Verbascum korovinii är en flenörtsväxtart som beskrevs av Gritsenko. Verbascum korovinii ingår i släktet kungsljus, och familjen flenörtsväxter. Inga underarter finns listade i Catalogue of Life.